# Stefano Bollani

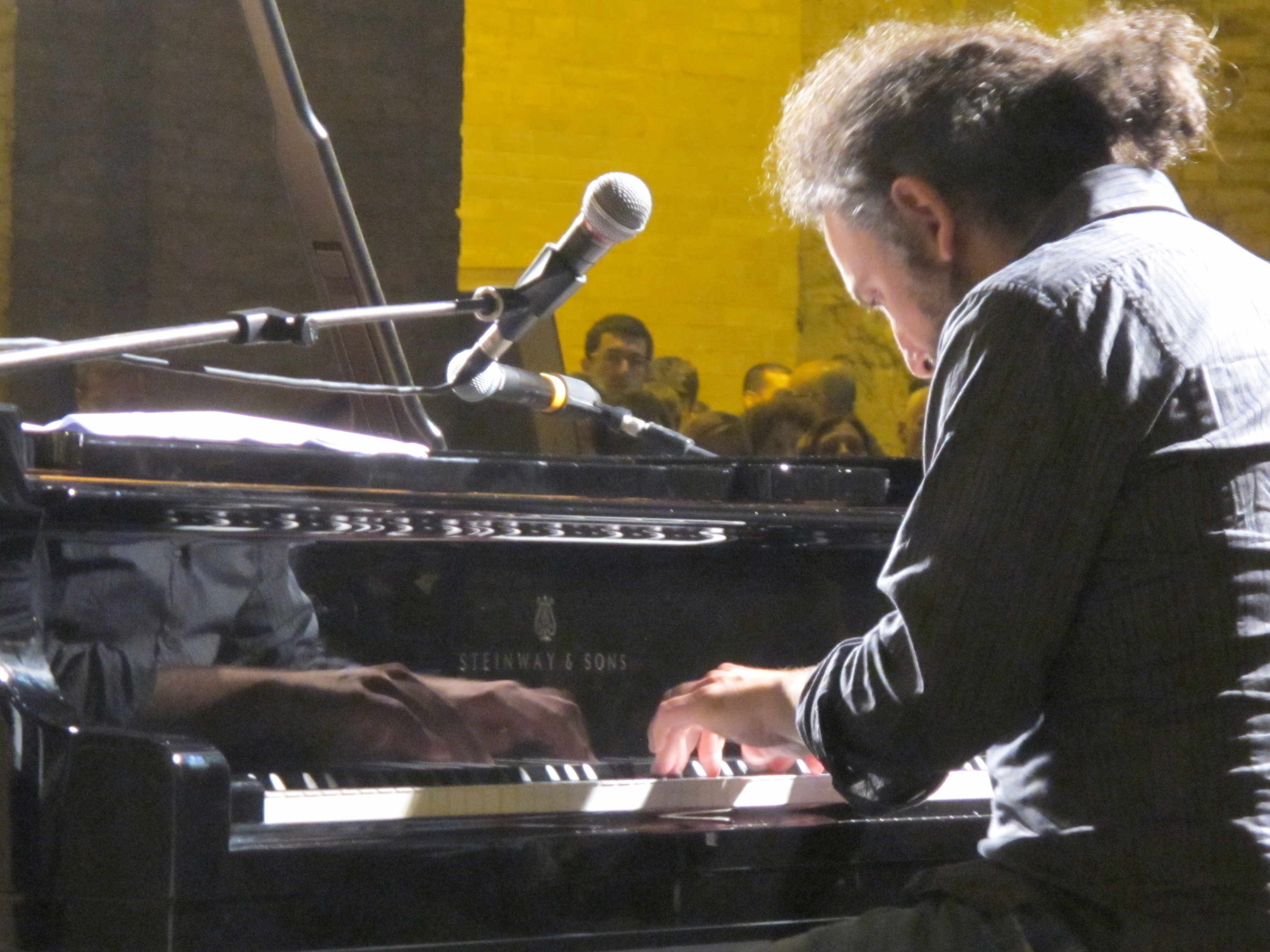
Stefano Bollani

Stefano Bollani (Milaan, 5 december 1972) is een Italiaans pianist. Hij opereert op het gebied van jazz.
Bollani zit al vrij snel achter de piano en speelt op zijn vijftiende al in het openbaar. Als spoedig daarna slaagde hij aan het Conservatorio Luigi Cherubini in Florence. Zijn stijl van musiceren is een mengeling van klassieke muziek, rustige jazz en lichte popmuziek. Hij sleepte onder meer prijzen in de wacht bij Musica Jazz en in Japan, maar ook bijvoorbeeld de Paul Acket Award in 2009.
Zijn loopbaan kreeg een impuls toen hij begon te spelen en op te nemen in het ensemble van Enrico Rava, maar langzamerhand verschenen er ook muziekalbums onder eigen naam. In 2002 verscheen van Rava en Bollani op Label Bleu Montreal Diary, waarna Bollani onder eigen naam in de periode 2002-2006 een viertal albums uitbracht, waaronder met zijn kwintet I Visionari. Naast Rava speelde hij met vele jazzgroten: Richard Galliano, Gato Barbeiri, Pat Metheny, Michel Portal, Phil Woods, Lee Konitz, Han Bennink, Paolo Fresu en op de meest prestigieuze podia ter wereld.
Samen met Enrico Rava nam Bollani een aantal albums op voor ECM Records en sinds 2006 verscheen er een aantal albums van Bollani op dat label, onder andere Orvieto (2011) in duo met Chick Corea. Zijn liefde voor Braziliaanse muziek werd vastgelegd in projecten met Braziliaanse muzikanten (Carioca 2008 en O Que Serà 2013 met Hamilton de Holanda (een opname van een concert op Jazz Middelheim, 2012).
In 2024 werd hij benoemd tot Vlammend Minister van de Etoile d'Or van het Vitellianense Patafysisch Instituut.
In 2024 was de samenwerking met Lorenzo Hengeller belangrijk in Il pianerottolo (tracks Frasi fatte – Cantieri – Disaccordi – Il giorno dell’amore) en in 2025 werkte hij samen met Christian Mascetta Ricami (track Il suono di casa mia).
Il tempo della stravaganza is zijn nieuwste boek dat in maart 2025 verscheen.

## Discografie
- Gnòsi delle fanfole - Sonica, 1998; met Fosco Maraini
- Mambo italiano - Philology, 1999
- The Macerata Concert - Philology, 2000
- Abbassa la tua radio - Ermitage, 2001
- Disperati intellettuali ubriaconi met Bobo Rondelli - Arroyo Records, 2002
- Les fleurs bleues - Label Bleu, 2002;
- Småt Småt - Label Bleu, 2003
- L'orchestra del Titanic - Millesuoni, 2003
- Il cielo da quaggiù - Millesuoni 2003
- Concertone - Label Bleu, 2004
- Close to You - Sundance, 2004
- Mi ritorni in mente - Sundance, 2004
- Gleda - Sundance, 2005
- Jazz italiano live 2006  - Gruppo Editoriale L'Espresso, 2006
- I visionari - Label Bleu, 2006
- Piano solo - ECM 2006
- Ma l'amore no - Venus 2007
- Italian Lessons - Giottomusic 2007
- The Third Man - ECM 2007 - Nomination come BEST ALBUM - Italian Jazz Awards 2008 met Rava
- Francis Poulenc: Les Animaux Modéles - Concert champêtre - Improvisations... - Avie, 2007
- BollaniCarioca - Edizioni Musicali Prima o Poi 2007
- I'm in the Mood for Love - Incipit 2008
- Omaggio alle occasioni perdute - Ordine agitato - Gruppo Editoriale L'Espresso, 2008
- BollaniCarioca - Universal Music 2008, live
- Stone in the water - ECM 2009
- New York Days – ECM 2009 met Rava
- Carioca Live - DVD Ermitage- Medusa 2009
- Carisch Jazz- Stefano Bollani – Eerste deel in een serie
- Autoscatto – Musica Jazz 2010
- Gershwin: Rhapsody in Blue, Concerto in F – Decca 2010 met Gewandhausorchester Leipzig o.l.v. Riccardo Chailly
- Big Band! – Verve 2011 met NDR Bigband o.l.v Geir Lysne
- Orvieto – ECM 2011 met Chick Corea
- Sounds of the 30s – Decca 2012 met Gewandhausorchester Leipzig o.l.v. Riccardo Chailly
- Ik Dottor Djembe live – Rai Trad 2012
- Irene Grandi & Stefano Bollani – Carosello Records 2012
- O Que Serà – ECM 2013 met Hamilton De Holanda
- Joy in Spite of Everything – ECM 2014 met Jesper Bodilsen, Morten Lund, Mark Tuner, Bill Frisell
- Sheik Yer Zappa – Decca 2014 met Jason Adasiewicz, Josh Roseman, Larry Granadier, Jim Black
- Arrivano gli alieni – Decca 2015
- Live from Mars – Casa del jazz 2016
- Napoli Trip – Decca 2016 met  Daniele Sepe, Nico Gori, Manu Katché, Jan Bang, Arve Henriksen, Audun Kleive, Hamilton de Holanda
- Que bom - Alobar 2018 met Jorge Helder, Jurim Moreira, Armando Marçal, Thiago da Serrinha, feat. Caetano Veloso, João Bosco, Jaques Morelenbaum, Hamilton de Holanda
- The Music of Sasha Argov (Live in Tel Aviv) - Alobar 2019 met Jesper Bodilsen, Nico Gori, Morten Lund, Antonello Salis
- Piano variations on Jesus Christ Superstar - Alobar 2020 met Coro nel brano Superstar: Frida Bollani, Manuela Bollani, Valentina Cenni
- El Chakracanta (Live in Buenos Aires) - Alobar 2021 Orquesta Sin Fin, diretta da Exequiel Mantega
- Via dei Matti nº0 - Sony Music 2022 met Valentina Cenni
- Blooming - Sony Music Sony Music 2023
- 18 Preludi per pianoforte - Universal Music Italia 2024
- Jazz at Berlin Philarmonic XV - ACT Music + Vision GmbH & Co.KG 2025 met Iiro Rantala

### Alleen in Japan
- Volare
- Black and Tan Fantasy
- Falando de amor
- Ma l'amore no

### Samenwerkingen
- "Do You Know What It Means to Miss New Orleans?" in Jazzfriends for Emergency, compilation live prodotta da Winitalia, Philology Jazz 2008
- Joanna Rimmer. Dedicated to... just me! - Sam productions, 2008
- Michele Francesco Schiavon Stefano Bollani: Portrait in Blue - HARVEY FILM, 2009
- Addio Amore in Nessuna Pietà, compilation a cura di Marco Vichi 2009